# Choi Du-jin
Choi Du-jin (koreanisch 최두진; * 3. Februar 1995 in Seoul) ist ein südkoreanischer Biathlet, der seit 2017 im Weltcup startet.

## Sportliche Laufbahn
Choi Du-jin gab sein internationales Debüt bei den Olympischen Jugendspielen 2012 und belegte die Ränge 38 und 42 in Sprint und Verfolgung. Nach der Teilnahme an einer Sommerbiathlon-Junioren-WM im August 2014 gab er zu Beginn der Saison 2014/15 in Beitostølen sein Debüt im IBU-Cup und belegte Rang 88 in seinem ersten Sprint. 2015 nahm der Südkoreaner zum einzigen Mal an den Juniorenweltmeisterschaften teil, in den folgenden beiden Jahren blieben Rennteilnahmen jedoch eher eine Seltenheit. Im Januar 2018 erreichte er im IBU-Cup-Sprint in Osrblie Rang 43 und verpasste somit die Punkteränge knapp, im gleichen Winter wurde er auch erstmals im Weltcup eingesetzt, wobei er vermehrt die Herrenstaffelrennen komplettierte. In der Folgesaison bestritt Choi auch einige Einzelrennen und nahm an den Weltmeisterschaften 2019 teil, bei denen er mit Rang 79 im Einzel sein bestes Saisonergebnis aufstellte. Im Dezember 2019 gewann er in Obertilliach mit Rang 23 seine ersten Ranglistenpunkte im IBU-Cup, nachdem er im Einzel als einer von zwei Athleten am Schießstand fehlerfrei geblieben war. Ähnliches gelang ihm zwei Jahre später in Osrblie, dort belegte er ebenfalls fehlerfrei Platz 30.
Seine bisher besten Resultate im Weltcup erzielte Choi in der Saison 2022/23: Im Einzel von Ruhpolding erreichte er nach einem Schießfehler Rang 58, beim gleichen Wettkampf im Rahmen der Weltmeisterschaften resultierte Platz 67. Im Folgewinter waren die südkoreanischen Herren in  Ruhpolding nach drei Jahren wieder in der Lage, eine Herrenstaffel zu stellen. Dieses Rennen schlossen Choi, Timofei Lapschin, Alexander Starodubez und Kang Yoon-jae zwar als 23. und damit letzte ab, wurden aber trotz der Platzierung nicht überrundet, was in den Staffelrennen eine Seltenheit darstellt. In der Saison 2024/25 trat er nur im Dezember zu internationalen Wettkämpfen an. Im Februar 2025 nahm er zudem an den Asienspielen teil und wurde Zehnter im Sprint und Vierter mit der Staffel.

## Persönliches
Choi ist mit seiner Teamkollegin Mariya Abe verheiratet und lebt in Pocheon.

## Statistiken

### Weltcupplatzierungen
Die Tabelle zeigt alle Platzierungen (je nach Austragungsjahr einschließlich Olympische Spiele und Weltmeisterschaften).
- 1.–3. Platz: Anzahl der Podiumsplatzierungen
- Top 10: Anzahl der Platzierungen unter den ersten zehn (einschließlich Podium)
- Punkteränge: Anzahl der Platzierungen innerhalb der Punkteränge (einschließlich Podium und Top 10)
- Starts: Anzahl gelaufener Rennen in der jeweiligen Disziplin
- Staffel: inklusive Mixed- und Single-Mixed-Staffeln

| Platzierung               | Einzel | Sprint | Verfolgung | Massenstart | Staffel | Gesamt |
| ------------------------- | ------ | ------ | ---------- | ----------- | ------- | ------ |
| 1. Platz                  |        |        |            |             |         |        |
| 2. Platz                  |        |        |            |             |         |        |
| 3. Platz                  |        |        |            |             |         |        |
| Top 10                    |        |        |            |             |         |        |
| Punkteränge               |        |        |            |             | 27      | 27     |
| Starts                    | 12     | 20     |            |             | 28      | 60     |
| Stand: Saisonende 2024/25 |        |        |            |             |         |        |

### Biathlon-Weltmeisterschaften

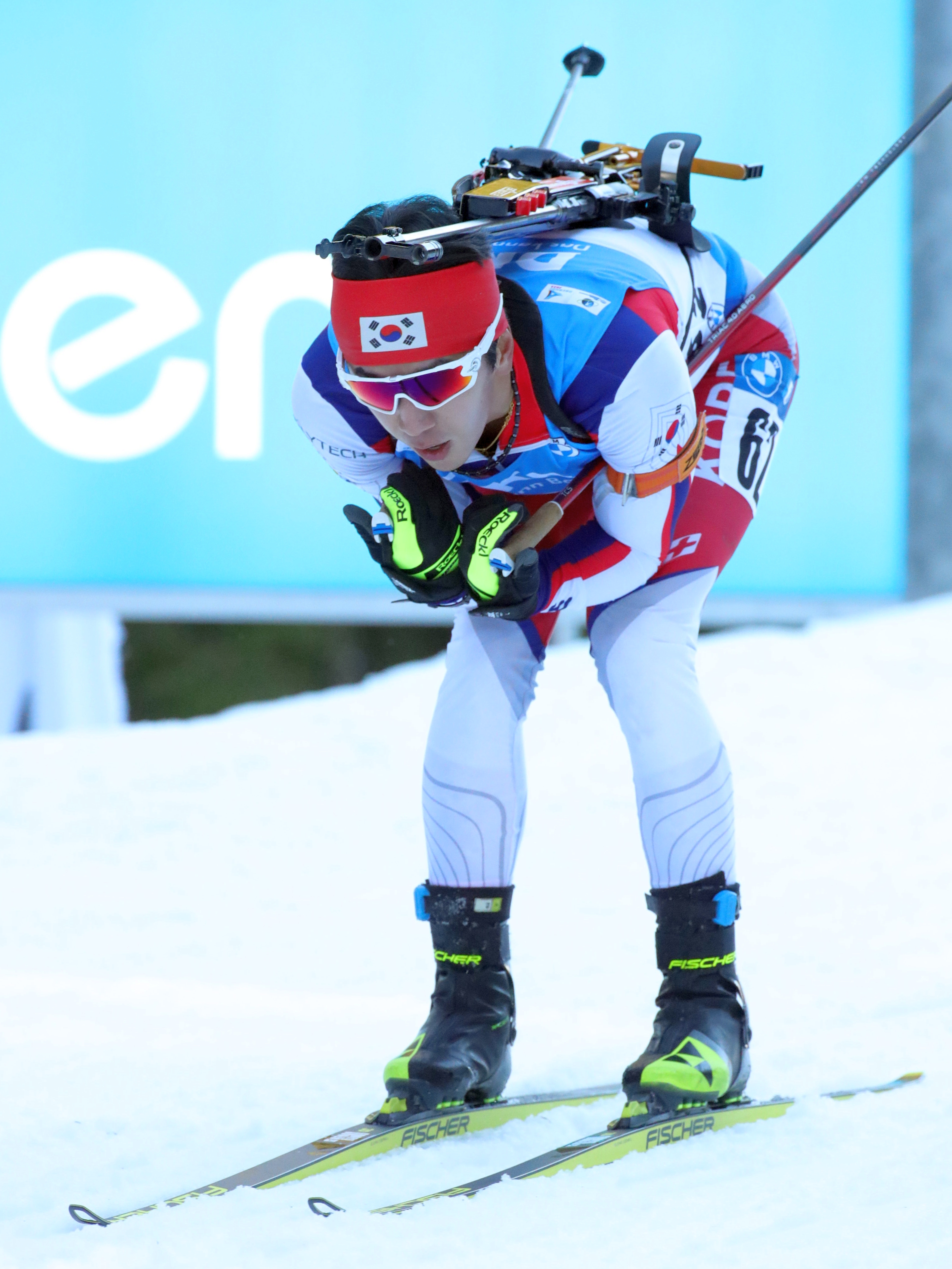
Choi während des WM-Einzels 2023

Ergebnisse bei den Weltmeisterschaften:
| Weltmeisterschaften | Weltmeisterschaften | Einzelwettbewerbe | Einzelwettbewerbe | Einzelwettbewerbe | Einzelwettbewerbe | Staffelwettbewerbe | Staffelwettbewerbe | Staffelwettbewerbe |
| Jahr                | Ort                 | Einzel            | Sprint            | Verfolgung        | Massenstart       | Herrenstaffel      | Mixedstaffel       | S.-M.-Staffel      |
| ------------------- | ------------------- | ----------------- | ----------------- | ----------------- | ----------------- | ------------------ | ------------------ | ------------------ |
| 2019                | Östersund           | 79.               | 96.               | –                 | –                 | 26.                | 20.                | –                  |
| 2020                | Antholz             | 85.               | –                 | –                 | –                 | 27.                | 27.                | –                  |
| 2021                | Pokljuka            | 77.               | –                 | –                 | –                 | 26.                | 26.                | –                  |
| 2023                | Oberhof             | 67.               | 88.               | –                 | –                 | –                  | 21.                | –                  |
| 2024                | Nové Město          | 95.               | 90.               | –                 | –                 | 24.                | 25.                | –                  |

### Juniorenweltmeisterschaften
Ergebnisse bei den Juniorenweltmeisterschaften:
| Weltmeisterschaften | Weltmeisterschaften | Einzelwettbewerbe | Einzelwettbewerbe | Einzelwettbewerbe | Herrenstaffel |
| Jahr                | Ort                 | Einzel            | Sprint            | Verfolgung        | Herrenstaffel |
| ------------------- | ------------------- | ----------------- | ----------------- | ----------------- | ------------- |
| 2015                | Minsk               | 62.               | 59.               | DNS               | –             |